# Strike a Pose
Strike a Pose je belgicko-nizozemský dokumentární film z roku 2016, který režírovali Ester Gould a Reijer Zwaan. Film zachycuje osudy tanečníků, kteří s Madonnou vystupovali na jejím turné Blond Ambition World Tour v roce 1990. Snímek měl světovou premiéru na Berlínském mezinárodním filmovém festivalu v sekci Panorama dne 15. února 2016.

## Děj
Film sleduje tanečníky po 25 letech od jejich turné s Madonnou. Všichni pokračovali v tanci ve filmu, televizi nebo v divadle. Někteří se museli potýkat s AIDS, užíváním drog a bezdomovectvím. Šest, kteří ve filmu vystupují, jsou Kevin Stea, Carlton Wilborn, Luis Xtravaganza Camacho, Jose Gutierez Xtravaganza, Salim Gauwloos a Oliver S. Crumes. Jeden z původních sedmi, Gabriel Trupin, zemřel na komplikace způsobené AIDS v roce 1995 a ve filmu ho zastupuje jeho matka Sue Trupin.

## Ocenění
- Key West Film Festival: nejlepší LGBT film
- Pink Apple: Cena publika pro dokumentární film
- Merlinka festival: nejlepší gueer film
- Athens International Film Festival: nominace na Golden Athena
- Hot Docs Canadian International Documentary Festival: nominace na cenu diváků
- Mezinárodní filmový festival v Berlíně: nominace na cenu diváků